# In an Expression of the Inexpressible
| Recensione | Giudizio |
| ---------- | -------- |
| AllMusic   |          |

In an Expression of the Inexpressible è il quarto album del gruppo musicale statunitense Blonde Redhead, pubblicato nel 1998 dalla Touch and Go Records. Il disco è stato prodotto da Guy Picciotto e John Goodmanson.

## Tracce
Testi e musiche di Kazu Makino, Amedeo Pace e Simone Pace, eccetto dove indicato.
1. Luv Machine – 3:39
2. 10 – 3:59
3. Distilled – 3:29
4. Missile ++ – 3:13
5. Futurism vs. Passéism Part 2 – 4:04
6. Speed x Distance = Time – 3:54
7. In an Expression of the Inexpressible – 6:09
8. Suimasen – 3:14
9. Led Zep – 5:15
10. This Is for Me and I Know Everyone Knows – 2:59
11. Justin Joyous – 2:53

Tracce presenti solo nella versione giapponese
1. Slogan – 3:54 (Serge Gainsbourg)
2. Limited Conversation – 3:49

## Formazione

### Gruppo
- Kazu Makino – voce, chitarra ritmica
- Amedeo Pace – voce, chitarra solista, basso
- Simone Pace – batteria, tastiera

### Ospiti
- Guy Picciotto – voce in Futurism vs. Passéism Part 2